# Garwanowo
Garwanowo (bułg. Гарваново) – wieś w południowej Bułgarii, znajdująca się w obwodzie Chaskowo, w gminie Chaskowo. Według danych Narodowego Instytutu Statystycznego w Bułgarii, 31 grudnia 2011 roku wieś liczyła 532 mieszkańców.

## Historia
Wieś została założona w 1760 roku.

## Znane osoby
- Petyr Janew – polityk.